# SimRefinery
SimRefinery — відеогра в жанрі симулятор, створена і видана студією Maxis в 1993 році на приватне замовлення нафтової компанії Chevron після великого успіху SimCity. Спочатку студія відмовлялася створювати гру але згодом погодилася. За словами Вільяма Райта крім Chevron з проханням створити для них симулятор зверталися інші компанії, такі, як Pizza Hut або Whatever, яким відмовили.
Геймплей зосереджений насамперед в управлінні нафтопереробним заводом, гравець в ролі директора повинен контролювати рівень безпеки і щоб вся робота на заводі проходила ефективно, а також контролювати точку рівноваги між попитом і пропозицією на нафту і здійснювати її поставку на міжнародний ринок. Графіка в грі загалом ідентична SimCity, також у грі можуть статися катастрофи.
Як гра, створена за особистим замовленням, вона не була доступна загалу. За версією новинного порталу virginmedia, гра увійшла список десяток найнудніших ігор за всю історію.